# Нижегородский хоровой колледж
Нижегоро́дский хорово́й ко́лледж и́мени Л. К. Сиву́хина (Го́рьковская хорова́я капе́лла ма́льчиков) — государственное бюджетное профессиональное образовательное учреждение Нижнего Новгорода, включающее в себя следующие хоровые коллективы: хор младших классов (руководитель — заслуженный работник культуры РФ Надежда Лобковская), хор мальчиков и хор юношей.

## История
В 1946 году в городе Горьком (ныне Нижний Новгород) была открыта Горьковская капелла мальчиков.
Первым директором и организатором Капеллы был Василий Павлович Малышев (1899—1969).
Первоначально капелла представляла собой школу-интернат для мальчиков-сирот, оставшихся после Великой Отечественной войны без родителей.
Горьковская хоровая Капелла мальчиков была создана по образу старейших хоровых коллективов России, в которых профессиональное образование сочеталось с концертной деятельностью.
В 1961 году пост художественного руководителя занял Лев Константинович Сивухин (1935—2001), выпускник капеллы.
Его, семнадцатилетнего студента музыкального училища, позвал на должность хормейстера В. П. Малышев.
В 1993 году на базе капеллы мальчиков организовано Хоровое училище, а затем — Хоровой колледж имени Л. К. Сивухина.

## Нижегородский хоровой колледж сегодня

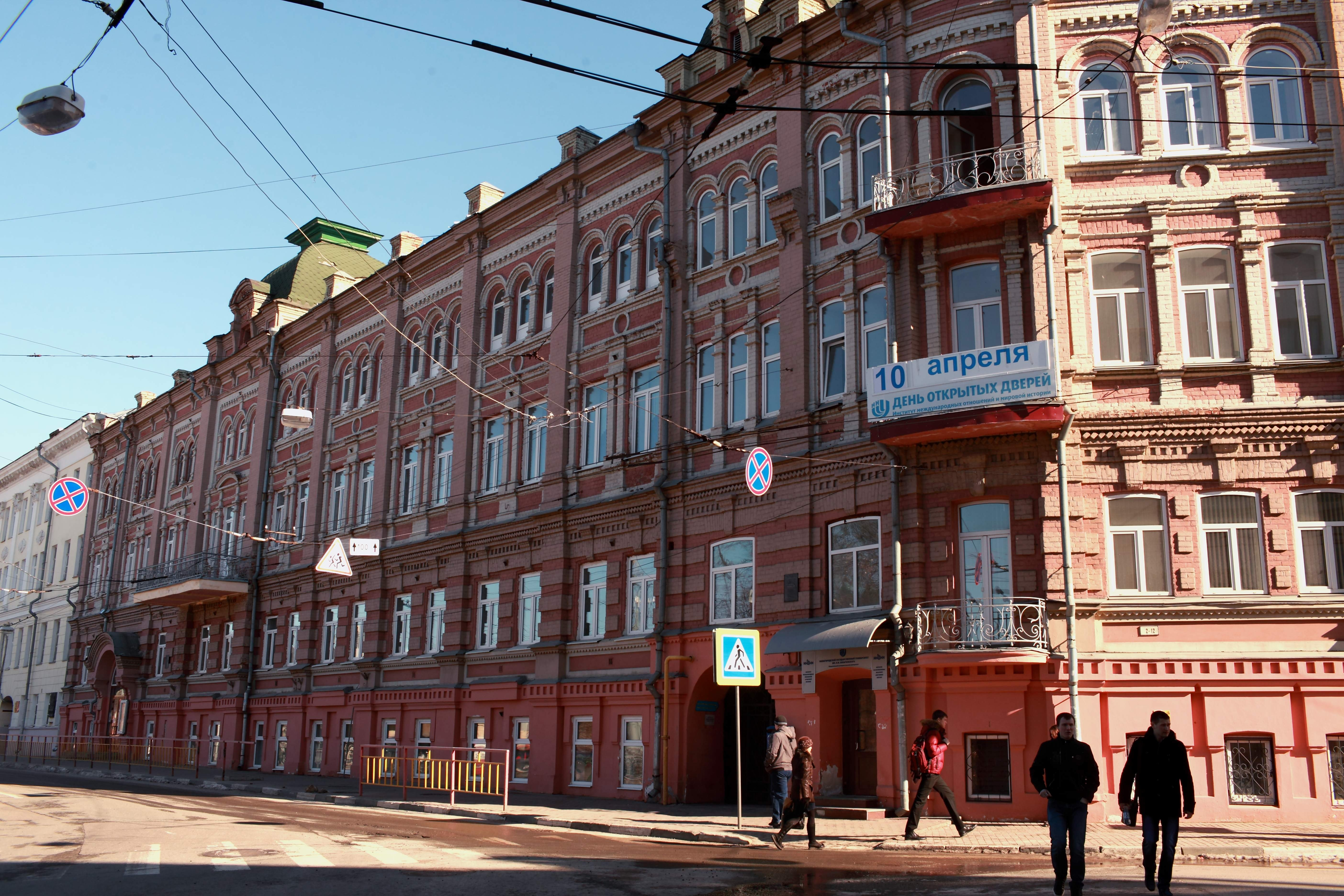
Главное здание Нижегородского хорового колледжа

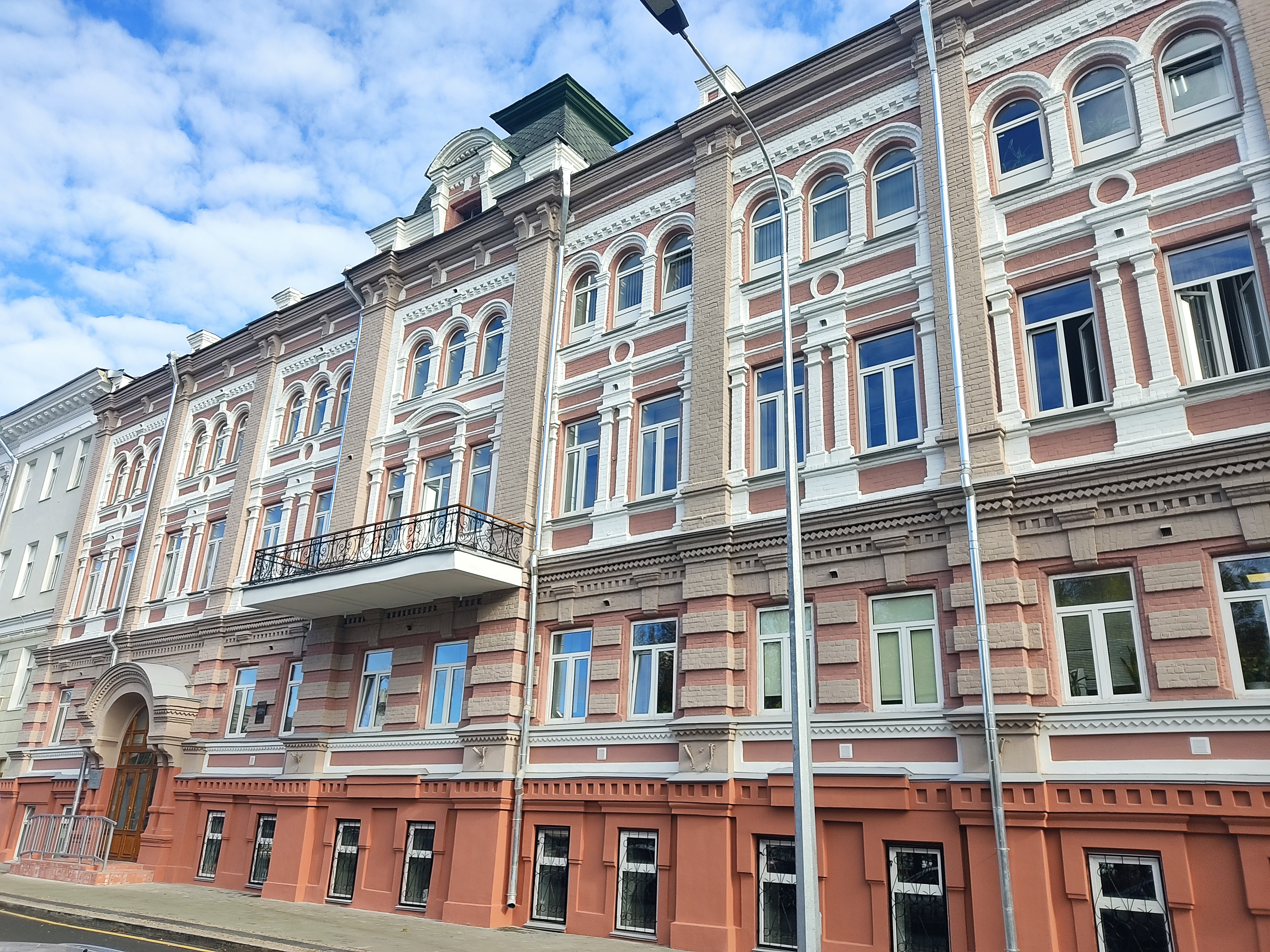
Главный корпус

Колледж состоит из нескольких хоровых коллективов, разделённых по возрастному принципу: младший хор, хор мальчиков и юношеский хор.
Вместе они образуют смешанный хор Нижегородского хорового колледжа имени Л. К. Сивухина. Репертуар колледжа разнообразен. В основном это
фольклор и современная музыка, сочинения композиторов-нижегородцев, специально написанные для Капеллы (Борис Гецелев, Эдуард Фертельмейстер, Герман Комраков, Александр Касьянов, Борис Благовидов, Лев Сивухин и др.).
Коллективы Капеллы ведут активную концертную деятельность.
Проводят гастроли в России и за рубежом, являются участниками и лауреатами различных конкурсов и фестивалей. (Лауреаты 1 и 2 степени XI Всероссийского конкурса академических мужских, юношеских хоров, хоров мальчиков и вокальных ансамблей «Поющее мужское братство», г. Калуга, 2016 год; Лауреаты всероссийской олимпиады учащихся музыкальных колледжей по предмету «хоровое дирижирование» и др.).

## Директора капеллы
- 1946—1961 Малышев Василий Павлович
- 1961—1968 Грачев Михаил Иванович
- 1968—1971 Куракина Людмила Алексеевна
- 1971—1972 Дорошенко (?)
- 1972—1983 Попов Владимир Александрович
- 1983—1984 Долинский Лев Израилевич
- 1984—1991 Багров Виктор Александрович
- 1991—1994 Ражев Александр Павлович
- 1994—2019 Хазин Ефим Исакович
- 2019—2022 Попов Андрей Юрьевич
- 2022 — по настоящее время и.о. директора Кузнецов Валерий Валерьевич[9]

## Здания

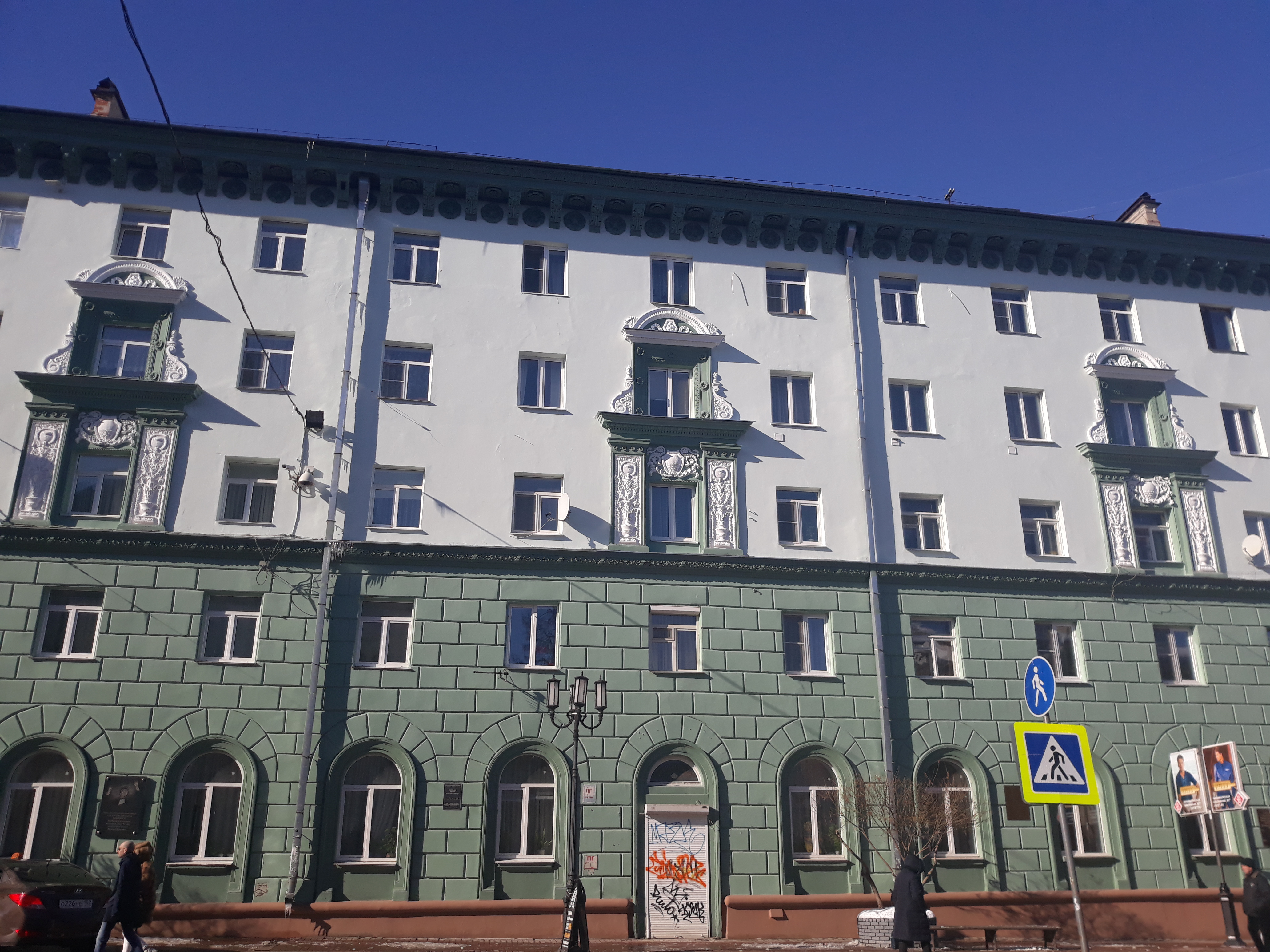

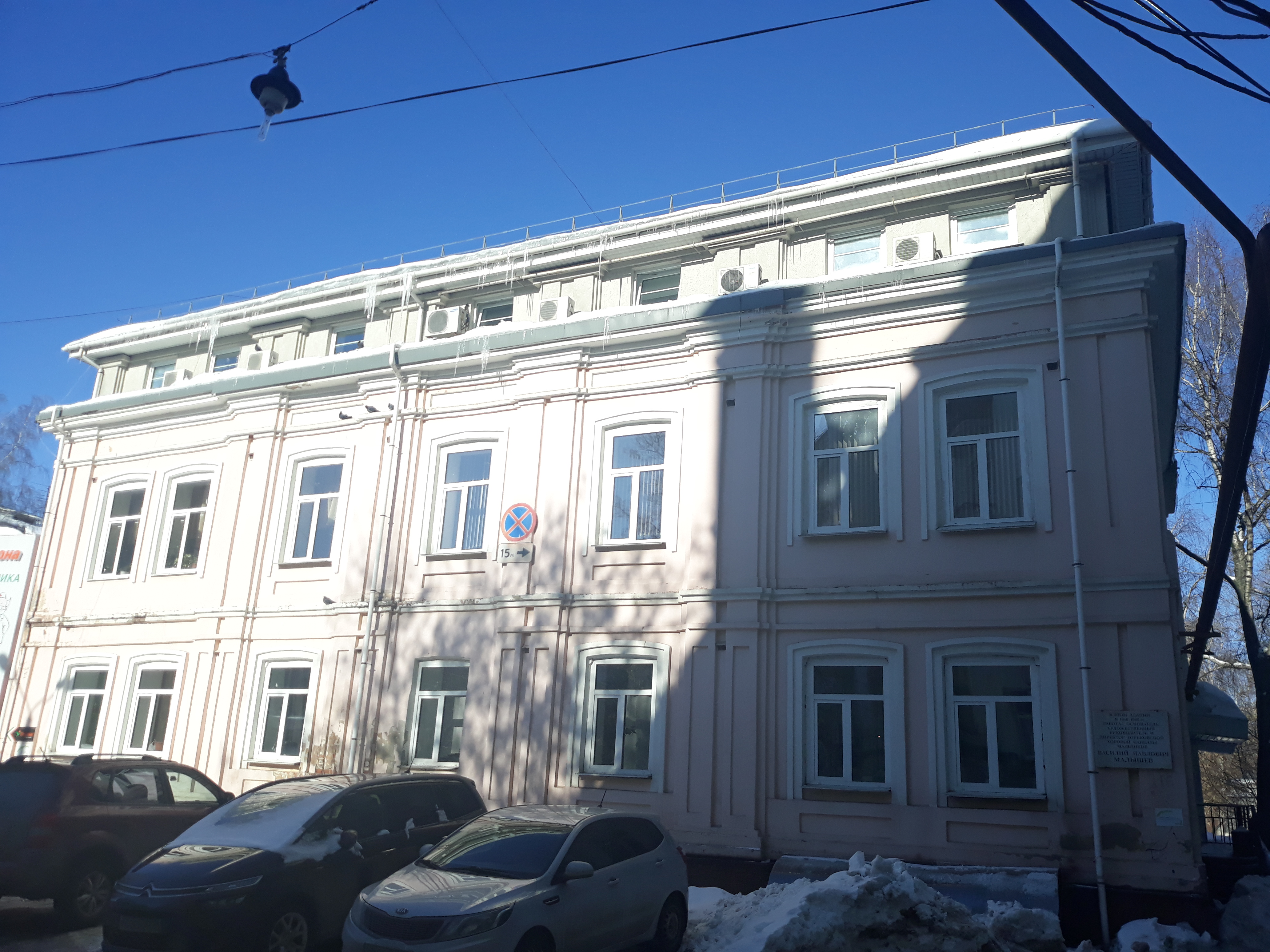

Главное Учебно-административное здание Нижегородского хорового колледжа находится на площади Минина и Пожарского, д. 4 — угловая часть к Тихоновской улице, ныне улица Ульянова.
Здание было построено в 1820—1823 гг. по заказу виноторговца Д. Г. Деулина. В конце XIX века дом приобрел купец Д. А. Обрядчиков, который после своей смерти завещал его городу. С 1896 г. в здании находилась гостиница «Россия», с 1927 года — районный комитет ВЛКСМ Нижегородского района г. Горького. В 1991 году в это здание переехала хоровая капелла мальчиков.
Учебное здание начальной школы располагается на ул. Грузинской, дом 16.
Интернат расположен по адресу ул. Б. Покровская, дом 29.